# كايل ميلر (لاعب كرة قدم)
كايل ميلر (بالإنجليزية: Kyle Miller)‏ (8 أغسطس 1992 - ) هو مدرب كرة قدم ولاعب كرة قدم بريطاني في مركز الوسط. لعب مع نادي كاودينبيث لكرة القدم.

## وصلات خارجية
- كايل ميلر على موقع قاعدة بيانات كرة القدم.إي يو (الإنجليزية)
- كايل ميلر على موقع Soccerway.com (الإنجليزية)